# Shannonomyia (Shannonomyia) scaramuzzai
Shannonomyia (Shannonomyia) scaramuzzai is een tweevleugelige uit de familie steltmuggen (Limoniidae). De soort komt voor in het Neotropisch gebied.